# Juana Pavón
Margarita Velásquez Pavón (19 de julio de 1945, San Marcos de Colón, Choluteca - 28 de marzo de 2019, Tegucigalpa), más conocida como Juana Pavón, fue una poetisa y actriz hondureña. Destacada por su poesía feminista y en contra de las injusticias que hay en la sociedad hondureña.

## Biografía
Nació en San Marcos de Colón. Su padre Hernán Velásquez de León, era un maestro originario de Tegucigalpa, y su madre era Gregoria Pavón Garay, originaria de Pespire. Gregoria falleció al darla a luz cuando tenía 14 años de edad. Un mes después, Hernán llegó a la clínica, donde su hija había permanecido sin familia. Cuando él supo que su mujer había muerto, cayó en el alcoholismo, por lo que el doctor no entregó a la bebé para que permanezca en la clínica. Días después Hernán falleció de una intoxicación alcohólica. El doctor, de apellido Mata, la adopta y la registra con el nombre de Janette Mata, pero el tiempo que vivió con él fue muy corto, ya que éste fue exiliado.
Pasó gran parte de su infancia viviendo en orfanatos e internados. Donde era constantemente castigada por actos de rebeldía. El tiempo viviendo con el doctor Mata le había heredado un gusto por la poesía, Sor Juana Inés de la Cruz era su favorita. En 1970, se traslada a Tegucigalpa y cambia su nombre legalmente a Margarita Velásquez Pavón.
Decide migrar a Tegucigalpa donde construiría su carrera literaria a la que supo transferir los detalles de su pensar y de sus ser. Pudo transformar el dolor y el amor que experimentó, en letras irreverentes que desafían la comodidad de todos los que viven sirviéndose de la injusticia. Y lo hizo porque sobre todo fue una luchadora, una superviviente de la violencia, de acontecimientos que marcarían su personalidad y poesía honesta y “descarada”.
Pavón quedó embarazada de un hombre que la abandonó, y no tenía dinero para vivir y menos para criar a un niño. La necesidad la obligó a prostituirse, tenía relaciones sexuales con hombres en hoteles y el pago era que ella y su hijo pudieran pasar la noche en el hotel. En 1974 nació su segundo hijo, a quien llamó Fernando Roberto, y en 1975 nació su tercera hija, Michell Marie. Pavón dio en adopción a sus tres hijos, que fueron sacados de Honduras por familias diferentes; Roberto pasó a llamarse Antonio Farach y Michell pasó a llamarse Patricia Dèsorcy.
A partir de este momento, entre la pobreza y el alcoholismo, Pavón empieza a crear poesía, bajo el nombre artístico de Juana Pavón. Se hace de buenas amistades en la Escuela Nacional de Bellas Artes, y sus obras ganan más reconocimiento en toda Honduras.
En 1994, publicó su primer libro de poesía, Yo soy esa sujeto. En 2002, interpretó a sor Margarita en la película hondureña, Anita, la cazadora de insectos. Y en 2004, publicó su segundo libro de poesía, Exacta, este libro es también su autobiografía, relatada a través de poemas y narraciones.
En 2016, se trasladó a vivir en el pueblo minero de San Juancito, donde vivió en soledad, pobreza y enfermedades. Se le llevó de emergencia a Tegucigalpa para tratar su cáncer de boca, pero cuando éste ya se encontraba en una fase muy avanzada. Falleció el 28 de marzo de 2019.

## Obras
- Verso a dos voces (1981)[8]
- Yo soy esa sujeto (1994)[9]
- Exacta (2004)[10]

## Filmografía
| Año  | Título                         | Papel         | Notas |
| ---- | ------------------------------ | ------------- | ----- |
| 2001 | Anita, la cazadora de insectos | Sor Margarita |       |

## Premios y reconocimientos
- En 1986, el grupo de rock, Pan y Hambre, escribió una canción titulada Juana la Loca, basada en su vida.[2]
- El Primer Encuentro Nacional de Mujeres Escritoras, realizado en abril de 1997, tuvo por nombre "Juana Pavón".[2]
- En 2013, el dramaturgo salvadoreño, Carlos Velis, escribió una obra de teatro titulada, Juan la Loca, basada en su vida.[2]